# 2차 공급원
2차 공급원 또는 세컨드 소스(second source)는 전자공업에서 원래 다른 회사(퍼스트 소스)가 설계한 부품을 제조 및 판매할 수 있는 허가를 받은 회사이다.
엔지니어와 구매자는 공급업체와의 문제로 인해 인기 있고 수익성이 높은 제품이 제조되지 않을 위험을 피하기 위해 단일 소스에서만 사용할 수 있는 구성 요소를 피하는 것이 일반적이다. 저항기 및 트랜지스터와 같은 간단한 구성 요소의 경우 이는 일반적으로 문제가 되지 않지만 복잡한 집적 회로의 경우 공급업체는 종종 하나 이상의 다른 회사에 라이센스를 부여하여 동일한 부품을 2차 공급원으로 제조 및 판매한다. 이러한 라이센스의 세부 사항은 일반적으로 기밀이지만 교차 라이선스가 포함되는 경우가 많으므로 각 회사는 상대방이 설계한 부품을 제조하고 판매할 권리도 얻는다.